# European Landscape Contractors Association
Die European Landscape Contractors Association (ELCA) ist die europäische Vereinigung des Garten-, Landschafts- und Sportplatzbaus (kurz GaLaBau) mit Sitz in Bad Honnef (Haus der Landschaft). Die ELCA wurde 1963 gegründet, um die Zusammenarbeit und den Informations- und Erfahrungsaustausch in Europa zu fördern.

## Ziele
Die Ziele sind im Wesentlichen:
- Wahrnehmung der Interessen des Garten-, Landschafts- und Sportplatzbaus auf europäischer Ebene
- Förderung des gegenseitigen Informations- und Erfahrungsaustausches
- Förderung der Nachwuchsausbildung und gegenseitiger Austausch von jungen, qualifizierten Landschaftsgärtner/innen
- Förderung der Zusammenarbeit mit Organisationen ähnlicher Zielsetzung auf europäischer Ebene
- Förderung europäischer Gartenschauen und landschaftsgärtnerischer Stadtentwicklung durch Schirmherrschaften und Unterstützung gegenüber Politik und Verwaltung sowie gegenüber der Öffentlichkeit

## Mitgliedsstaaten
Zu den Mitgliedern der ELCA zählen 21 nationale Verbände des Garten-, Landschafts- und Sportplatzbaus.
- Belgien

	Belgische Federatie Groenvoorzieners / Fédération Belge Entrepreneurs (BFG / FBEP)
- Dänemark

	Danske Anlægsgartnere (DAG)
- Deutschland

Bundesverband Garten-, Landschafts- und Sportplatzbau e.V. (BGL)
- Finnland

	Viheraluerakentajat r.y.
- Frankreich

	Union Nationale des Entrepreneurs du Paysage (UNEP)
- Griechenland

	Greek National Union of Agriculturist Landscape Contractors (PEEGEP)
- Großbritannien

	The British Association of Landscape Industries (BALI)
- Irland

	Association of Landscape Contractors of Ireland (ALCI)
- Italien

	Associazione Italiana Costruttori Del Verde (ASSOVERDE)
- Luxemburg

	Fédération Horticole Luxembourgeoise (A.S.B.L.)
- Malta

	Environmental Landscapes Consortium Limited
- Niederlande

	Vereniging van Hoveniers en Groenvoorzieners (VHG)
- Norwegen

	Norsk Anleggsgartnermesterlag (NAML)
- Österreich

	Bundesinnung der Gärtner und Floristen
- Polen

	Stowarzyszenie Architektury Krajobrazu (Zieleń Polska)
- Russland

	Guild of Professionals in Landscape Industry (GPLI)
- Schweden

	Sveriges Trädgardanläggningsförbund (STAF)
- Schweiz

	JardinSuisse
- Spanien

	Federación Española de Empresas de Jardinería (FEEJ)
- Tschechische Republik

	Svaz zakládání a údržby zeleně (SZÚZ)
- Ungarn

	Magyar Kertépítö és Fenntartó Vállalkozók Országos Szövetsége (MAKEOSZ)
Die ELCA hat weiterhin 5 Partnerverbände
- China

	Landscape Architecture Corporation of China
- EAC

	European Arboricultural Council
- Japan

	Japan Federation of Landscape Contractors
- Kanada

	Canadian Nursery Landscape Association / Association Canadienne des Pépiniéristes
- Vereinigte Staaten von Amerika

	American Nursery & Landscape Association (ANLA)